# Chrámec
Chrámec é um município da Eslováquia, situado no distrito de Rimavská Sobota, na região de Banská Bystrica. Tem 12,84 km² de área e sua população em 2018 foi estimada em 457 habitantes.

## Demografia
| Ano:        | 1994 | 2004 | 2014    | 2024   |
| ----------- | ---- | ---- | ------- | ------ |
| Broj ljudi: | 380  | 399  | 441     | 461    |
| Razlika:    |      | +5%  | +10,52% | +4,53% |

| Ano:               | 2023 | 2024   |
| ------------------ | ---- | ------ |
| Número de pessoas: | 455  | 461    |
| Diferença:         |      | +1,31% |